# Silke Biermann
Silke Biermann, née en 1972, est une physicienne théoricienne spécialiste de la physique de la matière condensée. Elle est présidente du département de physique à l'école polytechnique où elle est également professeure. En 2020, elle reçoit la médaille d'argent du CNRS.

## Biographie
Elle effectue 2 ans d'études supérieures à l'université de Cologne et obtient en 1994 un Vordiplom en physique et mathématiques. En 1994, elle obtient ensuite un magistère inter-universitaire de physique des universités Pierre-et-Marie-Curie, Paris-Diderot, Paris-Sud, Sorbonne Paris Nord et de l’École Normale Supérieure. En 1996, elle reçoit son diplôme de physique à l'université de Cologne. 
Elle y soutient également sa thèse de doctorat de physique en 2000. En 2003, elle devient professeure associée à l'École polytechnique. Ses recherches sont centrées autour des systèmes dits à fortes corrélations électroniques.

## Récompenses et honneurs
- 2020 : Médaille d'argent du CNRS pour ses travaux sur des matériaux caractérisés par corrélation forte du système électronique[2]
- 2016 : Prix Paul-Langevin de la société française de physique[3]
- 2013 : Bourse Consolidator Grant du conseil européen de la recherche[4]